# Richard Justice (parlamentar)
Richard Justice (por 1488 - 1548/49), de Reading, Berkshire, foi um político inglês. Ele foi prefeito de Reading em 1539-40 e 1543-4 e foi também um membro (MP) do Parlamento da Inglaterra por Reading em 1542.